# Sant Martí dels Masos de Sant Martí
Sant Martí dels Masos de Sant Martí és una església romànica rural del segle xii, molt primitiva i senzilla. Es troba a la caseria dels Masos de Sant Martí, de l'antic terme municipal d'Isona i actual d'Isona i Conca Dellà. És una obra protegida com a bé cultural d'interès local.

## Descripció
És un petit edifici d'una sola nau, coberta amb volta de canó i capçada a llevant per un absis semicircular, obert a la nau a gravés d'un estret arc presbiteral de perfil apuntat que, com la volta absidial, arrenca d'una imposta formada per una motllura bisellada. A cada costat de la nau, prop de l'obertura absidial hi ha dues petites fornícules molt baixes, de les quals no se'n coneix la utilitat. Podrien haver estat l'espai per a dos altars laterals.
La porta de factura tardana, s'obre a la façana oest i hi ha una única finestra de doble esqueixada a la part sud de l'absis. A la façana sud trobem tres contraforts atalussats que aguanten l'empenta de la volta. L'aparell és de reble molt irregular, dispossat de manera poc acurada. A l'interior els paraments estan arrebossats. La forma de l'absis i la rudesa de la construcció posen en evidència que es tracta d'un edifici construït al llarg del segle xii.

## Història
No es tenen notícies d'aquesta església, però podria tractar-se de la que s'esmenta entre les donacions a Santa Cecília d'Elins amb motiu de la seva consagració. No és segur, però, ja que l'església que hi apareix és Sant Martí in campo lordano. Aquesta església ha estat restaurada amb la iniciativa i coordinació del Centre d'Estudis d'Isona i Conca Dellà.

## Galeria d'imatges

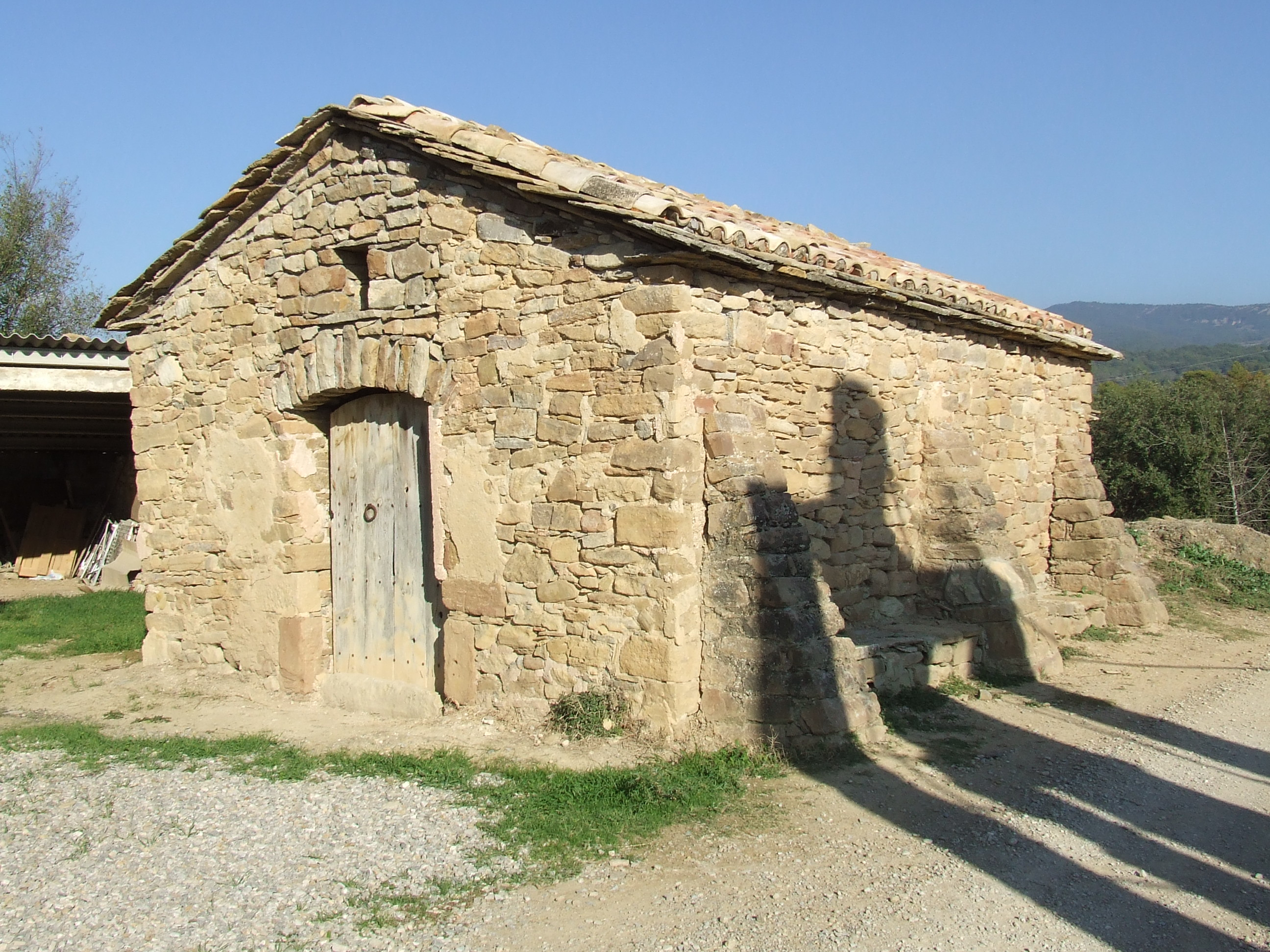
Façana de ponent i mur sud de la capella de Sant Martí
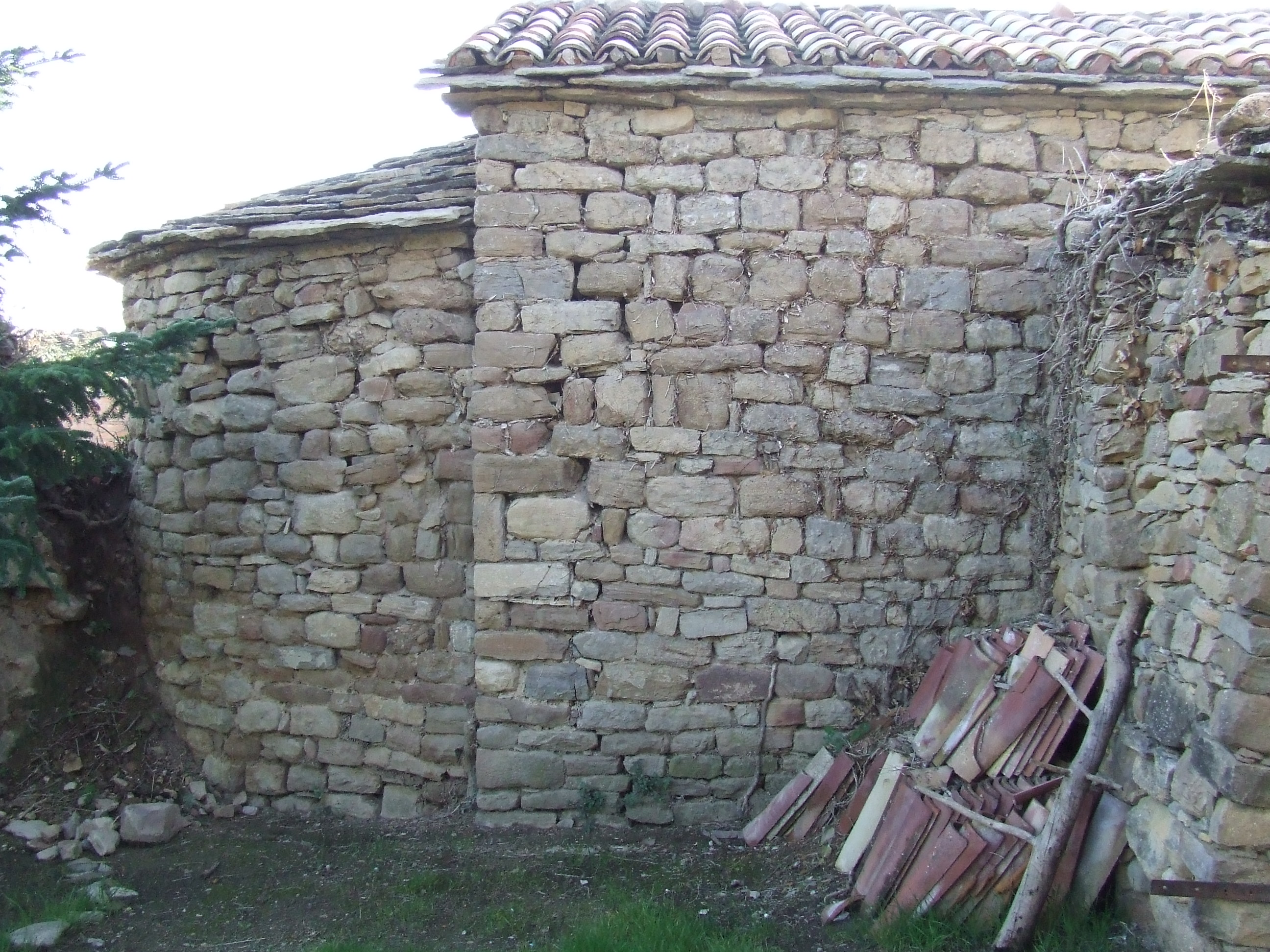
Absis, pel costat septentrional, de la capella
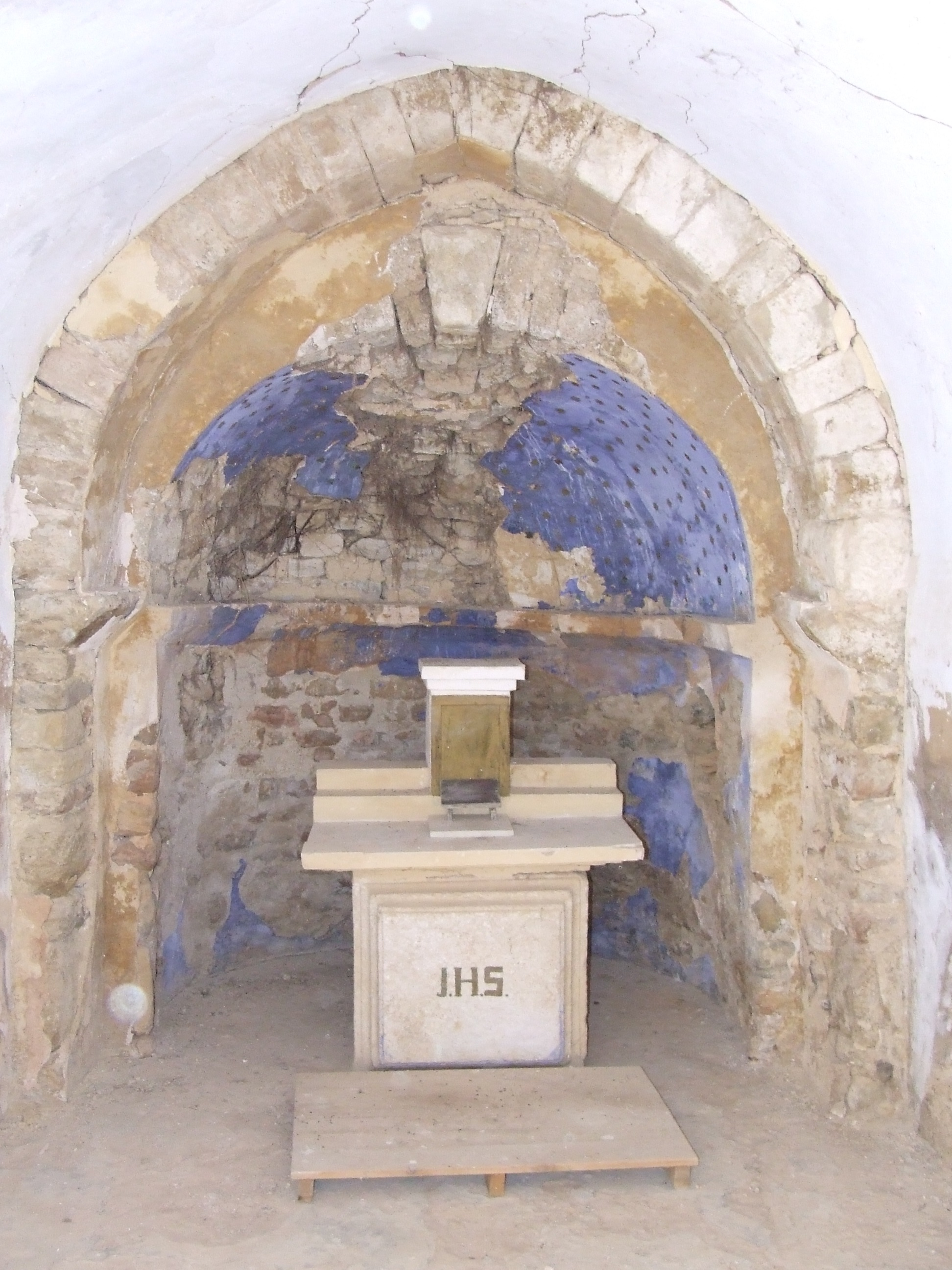
Interior de l'absis de la capella
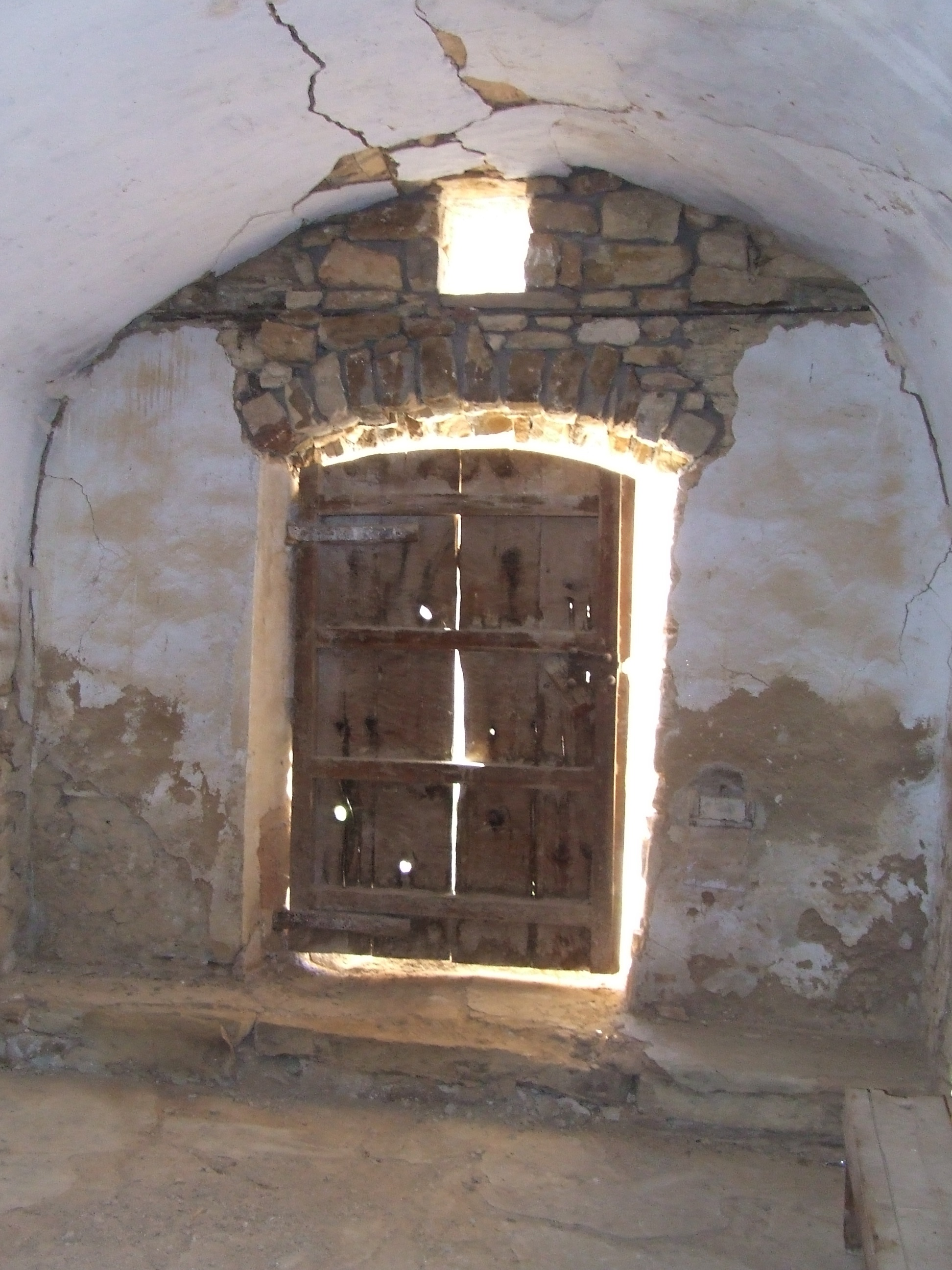
Interior dels peus de la nau